# پنجه ببر
پنجه ببر (به انگلیسی: Tiger Claws) یک فیلم رزمی کانادایی محصول سال ۱۹۹۲ به کارگردانی کلی مکین با بازی سینتیا روتراک، جلال مرعی و بلو یانگ است.
بعد از این فیلم، پنجه ببر ۲ (۱۹۹۶) و پنجه ببر ۳: نبرد نهایی (۱۹۹۹) ساخته شد.

## داستان
پلیس در مورد یک قاتل زنجیره‌ای (بولو یانگ) تحقیق می‌کند که به نظر می‌رسد فقط استادان هنرهای رزمی را هدف قرار می‌دهد. یکی پس از دیگری به همان شیوه وحشیانه کشته می‌شوند. این ممکن است فرصتی برای کارآگاه لیندا مسترسون باشد تا روی اولین پرونده قتل خود کار کند. این کار به او محول می‌شود و برای کمک به او یکی دیگر از متخصصان هنرهای رزمی، گروهبان است. تارک ریچاردز اکنون آنها باید یک استاد سبک ببر پیدا کنند، زیرا قاتل به وضوح از کونگ فو به سبک ببر استفاده می‌کند. کار ساده‌ای نیست، زیرا ببر یک سبک بسیار قدیمی و کمیاب است.
گروهبان ریچاردز تصمیم می‌گیرد تمرینات خود را در سبک ببری تمدید کند تا بهتر خود را برای رویارویی نهایی با قاتل زنجیره‌ای آماده کند. او موفق می‌شود قاتل زنجیره‌ای را ردیابی کند و او را درگیر نبرد کند و در نهایت او را شکست دهد.

## انشار
پس از یک نمایش سریع در بازار فیلم آمریکا، فیلم در تابستان ۱۹۹۲ در ایالات متحده و در همان سال در کانادا بر روی نوار ویدیویی و دیسک لیزری منتشر شد.